# Chamissoa altissima
Espèce
Classification phylogénétique
Synonymes
- Achyranthes altissima Jacq. - Basionyme
- Achyranthes baccata Pav. ex Moq.
- Achyranthes linkiana Roem. & Schult.
- Celosia major Griseb.
- Celosia paniculata L.
- Celosia tomentosa Willd. ex Roem. & Schult.
- Chamissoa altissima fo. semispicata Suess.
- Chamissoa altissima subsp. albo-grisea Suess.
- Chamissoa altissima var. brevistyla Seub.
- Chamissoa altissima var. densiflora Moq.
- Chamissoa altissima var. densi-paniculata Suess.
- Chamissoa altissima var. glabrata Seub.
- Chamissoa altissima var. laxiflora Moq.
- Chamissoa altissima var. longistyla Seub.
- Chamissoa altissima var. rubella Suess.
- Chamissoa frondosa Hashim.
- Chamissoa macrocarpa Kunth
- Chamissoa martii Moq.
- Kokera paniculata (L.) Kuntze[2]

Chamissoa altissima une espèce de plantes à fleurs de la famille des Amaranthaceae. C'est une plante herbacée plus ou moins lianescente originaire des Amériques. On la trouve notamment au Brésil dans la végétation du Cerrado. 
On l'appelle liane-panier (Liann Panye) en Haïti, où elle est consommée comme légume-feuille (il est traditionnellement déconseillé d'en consommer en cas d'hypertension artérielle). On la connaît aussi sous les noms de Hierba del arloma au Mexique, et basket withe ou false chaff flower en anglais.